# Bundeseisenbahnvermögen

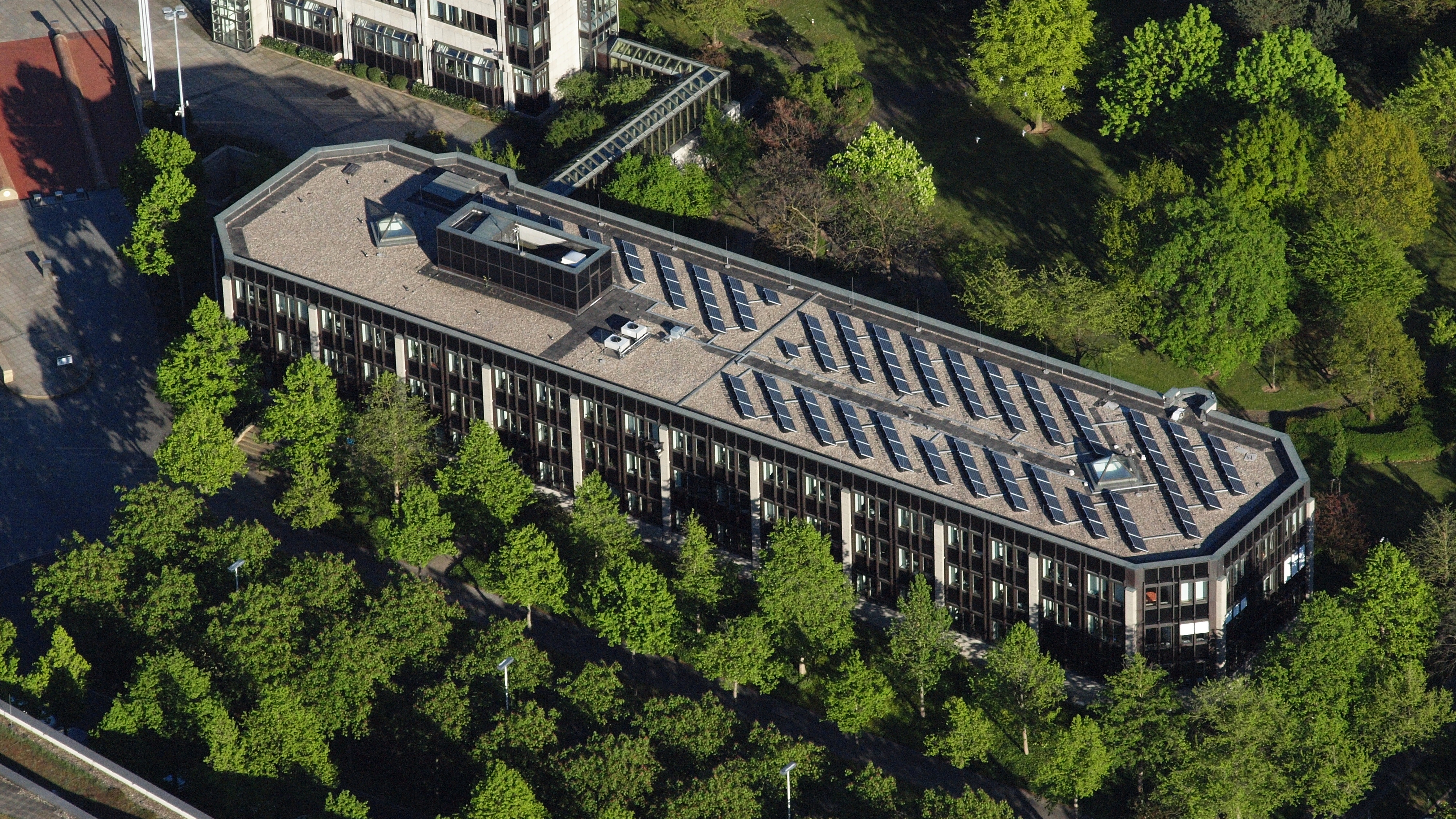
Luftaufnahme der Hauptverwaltung in Bonn

Das Bundeseisenbahnvermögen (BEV) ist eine deutsche Behörde, die mit dem Eisenbahnneuordnungsgesetz (ENeuOG) vom 27. Dezember 1993 als sog. „Sondervermögen der Bundesrepublik Deutschland“ mit eigener Wirtschafts- und Rechnungsführung geschaffen wurde (Gesetz über die Zusammenführung und Neugliederung der Bundeseisenbahnen). Der Vorgang gehört zur 1. Stufe der Bahnreform. Der Präsident des Bundeseisenbahnvermögens ist oberste Dienstbehörde (§ 10 BEZNG).
Seit dem 1. April 2024 leitet Präsident Winfried Thubauville das BEV. In der Hauptverwaltung und den Dienststellen des BEV arbeiten 750 Mitarbeiter, einschließlich der Beschäftigten mit Dienstleistungsüberlassungsverträgen beschäftigt das BEV insgesamt rund 1.400 Mitarbeiter. Die Wirtschaftsführung unterliegt Genehmigungsvorbehalten des Bundesministeriums für Verkehr (BMV) im Einvernehmen mit dem Bundesministerium der Finanzen. Die Pensionslasten des BEV belaufen sich auf 5,5 Milliarden Euro pro Jahr und werden durch den Bund finanziert.

## Gliederung
Das Bundeseisenbahnvermögen ist zweistufig organisiert.
1. Die Hauptverwaltung hat ihren Sitz in der Bundesstadt Bonn.
2. Dienststellen
  1. Dienststelle Mitte in Frankfurt am Main mit der Außenstelle Saarbrücken
  2. Dienststelle Nord in Hannover mit Außenstellen in Hamburg und Berlin
  3. Dienststelle Süd in Karlsruhe mit Außenstellen in Stuttgart, München und Nürnberg
  4. Dienststelle West in Köln mit Außenstelle Essen

## Geschichte

### Entstehung des Bundeseisenbahnvermögen im Zuge der Bahnreform 1994
In Schritt 1 der 1. Stufe der Bahnreform wurden zunächst die beiden Sondervermögen „Deutsche Bundesbahn“ und „Deutsche Reichsbahn“ mit Wirkung zum 1. Januar 1994 zu einem nicht rechtsfähigen Sondervermögen „Bundeseisenbahnvermögen“ zusammengeführt (§ 1 des Gesetzes zur Zusammenführung und Neugliederung der Bundeseisenbahnen vom 27. Dezember 1993, BGBl I S. 2378). In Schritt 2 erfolgte zum 5. Januar 1994 die Aufteilung in mehrere Bereiche. Der Verwaltungsbereich verblieb im Bundeseisenbahnvermögen während der hoheitliche Bereich auf das Eisenbahn-Bundesamt (EBA) überging. Der unternehmerische Bereich, zu dessen Aufgaben das Erbringen von Eisenbahnverkehrsleistungen sowie das Betreiben der Infrastruktur gehören, wurde in die neu gegründete Deutsche Bahn Aktiengesellschaft ausgegliedert (§ 1 des Deutsche Bahn Gründungsgesetz -DBGrG- vom 27. Dezember 1993, BGBl I S. 2386).

## Aufgaben
Die Behörde ist Dienstherr für die zur Deutsche Bahn AG zugewiesenen oder beurlaubten Bundesbahnbeamten.
Sie betreut derzeit (2024) rund 127.000 Versorgungsempfänger.
Das BEV verwaltet und verwertet die nicht bahnnotwendigen Liegenschaften.
Es beaufsichtigt den Ärztlichen Dienst/Medizinischen Dienst (Bahnärzte) – nicht zu verwechseln mit den Betriebsärzten der DB AG.
Folgende betriebliche Sozialeinrichtungen der Bundesbahn und Reichsbahn wurden oder werden durch das BEV weitergeführt:
- Krankenversorgung der Bundesbahnbeamten (KVB)
- Stiftungsfamilie Bahn-Sozialwerk (BSW) & Eisenbahn-Waisenhort (EWH). Bis zum 31. August 2018: Stiftung Bahn-Sozialwerk (BSW).
- Eisenbahn-Wohnungsgesellschaften (EWG)
- Bahn-Hausbrandversorgung, seit 2004 Teil der BSW & EWH.
- Bahnversicherungsanstalt, seit 2005 Teil der Rentenversicherung Knappschaft-Bahn-See.
- Bahn-Betriebskrankenkasse (BAHN-BKK), seit dem 1. Dezember 1998 verselbstständigt, d. h. nicht mehr Teil des Bundeseisenbahnvermögens.

Es gibt folgende anerkannte Selbsthilfeeinrichtungen des BEV:
- Stiftung Eisenbahn-Waisenhort (EWH)
- Bahn-Landwirtschaft (BLw)
- Verband Deutscher Eisenbahner-Sportvereine (VDES)
- Bahnzentralstelle gegen die Alkoholgefahren (BZAL)
- DEVK (Versicherung)
- Sparda-Banken
- Eisenbahner-Wohnungsbaugenossenschaften (EBG)

Das BEV hat ferner Zuständigkeiten im Immobilienbereich, insbesondere die Verwaltung und Verwertung nicht betriebsnotwendiger ehemaliger Bahnliegenschaften, die durch das ENeuOG auf das BEV übertragen worden sind.
Außerdem ist das Bundeseisenbahnvermögen Eigentümerin und Infrastrukturbetreiberin der auf Schweizer Gebiet liegenden Teile deutscher Bahninfrastruktur an der Basler Verbindungsbahn, der Rheintalbahn, der Wiesentalbahn und der Hochrheinbahn, die im Rahmen der Bahnreform nicht an die Deutsche Bahn übergingen. Die DB InfraGO ist mit dem Betrieb dieser Strecken beauftragt.

## Privatisierung
Im Zuge der Bahnreform wurden 2001 aus dem Bundeseisenbahnvermögen die 18 Eisenbahn-Wohnungsgesellschaften mit zusammen 65.000 Einheiten in einem Bieterverfahren – bis auf einen Anteil von 5,1 Prozent, der beim BEV verblieb – an verschiedene Erwerber verkauft. Dabei wurde für den Bundeshaushalt ein Erlös von netto 4,615 Mrd. DM erzielt. Die Eisenbahnergewerkschaften und der Deutsche Mieterbund protestierten vergeblich gegen die Privatisierung, erreichten aber die Zusicherung, dass weiterhin die Wohnungsfürsorge als betriebliche Sozialeinrichtung der Bahn erhalten bleibe.